# Gan Le'ummi Bet Guvrin
Gan Le'ummi Bet Guvrin (hebreiska: גן לאמי בית גוברין) är en nationalpark i Israel.   Den ligger i distriktet Södra distriktet, i den centrala delen av landet. Gan Le'ummi Bet Guvrin ligger 303 meter över havet.